# Saison 2015-2016 de l'AS Monaco FC
Maillots
Chronologie
Saison précédente Saison suivante
La saison 2015-2016 est la troisième consécutive de l'Association sportive de Monaco football club dans le championnat de football français.

## Avant-saison

### Matchs amicaux
Après la reprise le 29 juin 2015, les Monégasques se sont entraînés au centre d'entrainement de La Turbie du 29 juin au 2 juillet. Ils se sont ensuite rendus un tournoi en Pologne à Lublin, la Lubelskie Cup ou s'affronteront trois équipes différentes : le Hanovre 96, le Chakhtar Donetsk ainsi que le Śląsk Wrocław. L'Arena Lublin a accueilli les rencontres de ce tournoi. Monaco a affronté le Hanovre 96 le 4 juillet, perdant 1-0 puis le Chakhtar Donetsk, perdant de nouveau, mais cette fois-ci 3-0. Du 6 au 9 juillet 2015, les Monégasques se sont entraînés au Centre d'entrainement de la Turbie. Les joueurs de la principauté ont ensuite affronté le 10 juillet le Dynamo Moscou au Stade Louis-II, perdant sur le score de 1 à 0. Ils ont effectué un stage à Saint-Vincent en Italie du 11 au 22 juillet. Ils ont joué quatre matchs amicaux, le 14 juillet, ils ont été tenus en échec 0-0 par les joueurs du Queens Park Rangers Football Club, le 17 juillet, ils ont battu sur le score de 3 à 1 le PSV Eindhoven. Le 18 juillet, les Monégasques se sont déplacés au Stade Charléty pour y affronter le Paris FC, le match s'étant soldé par un nul (0-0). Enfin le 22 juillet, ils ont gagné face au FSV Mayence 05 5 à 1. Enfin, du 23 au 27 juillet, les Monégasques s'entraîneront à la Turbie.

## Transferts

### Mercato estival
Le 10 mai 2015, l'AS Monaco annonce que le Brésilien Fabinho s'est engagé définitivement, pour quatre saisons, après deux ans passés en prêt. Le 20 juin 2015, Estudiantes annonce aussi le départ de son attaquant Guido Carrillo pour l'AS Monaco, transfert officialisé le 3 juillet par le club de la principauté, il signe pour 5 ans,. Le 26 juin 2015, l'AS Monaco annonce un accord avec le Stade Malherbe Caen pour le transfert de Thomas Lemar, qui a signé jusqu'en 2020 avec le club de la principauté. Le 29 juin, le club annonce la signature du premier contrat professionnel de Kevin N'Doram. Dans le cadre de sa politique de recrutement, l'AS Monaco annonce le 30 juin 2015 la signature du jeune prometteur Farès Bahlouli pour 5 ans, en provenance de l'Olympique lyonnais pour un montant de 3,5 M€ complété d’un intéressement significatif sur un éventuel futur transfert d'environ 20 %,.Le 1er juillet, l'AS Monaco annonce la signature du premier contrat professionnel de Corentin Tirard, attaquant arrivée l'année dernière d'Évian Thonon Gaillard. Le même jour, l'ESTAC Troyes annonce le transfert de Corentin Jean à l'AS Monaco, qui sera prêté dans la foulée à son club formateur. Le 2 juillet, l'AS Monaco annonce la prolongation du contrat de Ricardo Carvalho d'un an, jusqu'en 2016. Le 3 juillet, le club de la principauté annonce le renouvellement du prêt de Wallace à l'AS Monaco pour un an. Le même jour, le club annonce que Mario Pašalić est prêté pour une saison par Chelsea. Le 10 juillet le club officialise deux arrivées, celle d'Adama Traoré en provenance du LOSC et celle en prêt d'Helder Costa depuis le Benfica Lisbonne. Le 11 juillet, l'AS Monaco officialise l'arrivée définitive d'Ivan Cavaleiro, jeune attaquant portugais du Benfica Lisbonne. Le 13 juillet, le club enregistre une nouvelle arrivée, celle de Stephan El Shaarawy, en provenance de l'AC Milan, sous forme de prêt avec option d'achat. Le 31 juillet le club officialise l'arrivée d'Allan Saint-Maximin depuis l'AS Saint-Étienne, le joueur étant prêté directement au club allemand de Hanovre 96. Le 10 août, un milieu offensif brésilien, Gabriel Boschilia arrive pour 5 ans à l'AS Monaco. L'AS Monaco annonce le 28 août l'arrivée en prêt de l'international portugais Fábio Coentrão depuis le Real Madrid pour pallier le départ de Layvin Kurzawa au Paris Saint-Germain. Ce même 28 août le club annonce aussi l'arrivée du milieu offensif Rony Lopes depuis Manchester City.
L'AS Monaco a aussi laissé libre de tout contrat Dimitar Berbatov. De même Maarten Stekelenburg est retourné à Fulham FC au terme de son prêt. Le 9 juin 2015 est annoncé le prêt du jeune Abdou Diallo au SV Zulte Waregem. Le 22 juin 2015, Monaco officialise le départ de l'international français Geoffrey Kondogbia, 2 ans après son arrivée, pour l'Inter Milan. On estime le transfert à hauteur de 40 millions d'euros hors bonus. Le 26 juin, officialisation du transfert définitif de Nicolas Isimat-Mirin au PSV Eindhoven, où il avait été prêté la saison dernière. Le 30 juillet 2015, l'Olympique de Marseille annonce le transfert définitif de Lucas Ocampos, qui avait été prêté au club phocéen par les dirigeants asémistes depuis janvier 2015,. Le 1er juillet, Clermont annonce la signature pour deux ans de Marc-Aurèle Caillard pour deux ans, qui quitte ainsi l'AS Monaco,. Le 3 juillet, l'AS Monaco annonce un accord avec Chelsea FC pour le prêt de Radamel Falcao avec option d'achat. Le 4 juillet, le FC Arouca annonce le prêt du jeune défenseur espagnol de l'AS Monaco, Borja López pour un an . Le 8 juillet, le club annonce le prêt de Valère Germain au rival niçois pour une saison. Le 10 juillet, le club annonce trois départs, celui de Yannick Ferreira Carrasco pour l'Atlético de Madrid pour environ 20 millions d'euros, celui de Mounir Obbadi, laissé libre et qui s'engage au LOSC et le départ en prêt avec option d'achat de Delvin Ndinga au Lokomotiv Moscou. Le club annonce le 20 juillet le nouveau prêt de Jessy Pi à l'ESTAC Troyes où il avait déjà passé la saison précédente. Le 21 juillet, le club annonce deux départs en prêt, celui de Dylan Bahamboula au Paris FC et celui de Marcel Tisserand de nouveau au FC Toulouse, officialisant aussi la prolongation de son contrat jusqu'en 2019. Le 29 août, le club annonce le départ d'Aymen Abdennour pour le Valence FC. Anthony Martial s'engage pour quatre saisons plus une année en option avec Manchester United. Le montant du transfert est de 50 millions d'euros plus 30 millions éventuels sous forme de trois bonus. Ces bonus, qui concernent sa période de contrat mancunienne, comprennent : 10 millions d'euros au cas où Martial marque 25 buts en compétition officielle du club anglais, 10 millions s'il obtient 25 sélections d'au moins 45 minutes avec l'équipe de France et enfin 10 millions s'il est nommé pour le Ballon d'or. En cas de vente ultérieure de Martial à partir de 60 millions d'euros, l'AS Monaco est intéressée à hauteur de 50 % de la plus-value.

## Compétitions

### Ligue 1

#### Classement
Source : Classement officiel sur le site de la LFP.

| Rang | Équipe                     | Pts | J | G | N | P | Bp | Bc | Diff |
| ---- | -------------------------- | --- | - | - | - | - | -- | -- | ---- |
| 1    | Paris Saint-Germain FC T S | 14  | 6 | 4 | 2 | 0 | 10 | 3  | +7   |
| 2    | Stade Rennais FC           | 13  | 6 | 4 | 1 | 1 | 10 | 5  | +5   |
| 3    | AS Saint-Étienne           | 13  | 6 | 4 | 1 | 1 | 9  | 5  | +4   |
| 4    | SM Caen                    | 12  | 6 | 4 | 0 | 2 | 8  | 8  | 0    |
| 5    | Stade de Reims             | 11  | 6 | 3 | 2 | 1 | 10 | 6  | +4   |
| 6    | Angers SCO P               | 11  | 6 | 3 | 2 | 1 | 7  | 4  | +3   |
| 7    | Olympique lyonnais         | 9   | 6 | 2 | 3 | 1 | 7  | 3  | +4   |
| 8    | EA Guingamp                | 9   | 6 | 3 | 0 | 3 | 5  | 6  | -1   |
| 9    | OGC Nice                   | 8   | 6 | 2 | 2 | 2 | 10 | 9  | +1   |
| 10   | FC Lorient                 | 8   | 6 | 2 | 2 | 2 | 8  | 9  | -1   |
| 11   | AS Monaco                  | 8   | 6 | 2 | 2 | 2 | 6  | 8  | -2   |
| 12   | Olympique de Marseille     | 7   | 6 | 2 | 1 | 3 | 11 | 6  | +5   |
| 13   | Girondins de Bordeaux      | 7   | 6 | 1 | 4 | 1 | 7  | 6  | +1   |
| 14   | Lille OSC                  | 7   | 6 | 1 | 4 | 1 | 2  | 2  | 0    |
| 15   | SC Bastia                  | 7   | 6 | 2 | 1 | 3 | 9  | 11 | -2   |
| 16   | FC Nantes                  | 7   | 6 | 2 | 1 | 3 | 2  | 6  | -4   |
| 17   | Toulouse FC                | 6   | 6 | 1 | 3 | 2 | 7  | 9  | -2   |
| 18   | ESTAC Troyes P             | 3   | 6 | 0 | 3 | 3 | 4  | 13 | -9   |
| 19   | Montpellier HSC            | 1   | 6 | 0 | 1 | 5 | 2  | 8  | -6   |
| 20   | GFC Ajaccio P              | 1   | 6 | 0 | 1 | 5 | 1  | 8  | -7   |

Qualifications européennes
Ligue des champions 2016-2017
- 1er et 2e du championnat : phase de groupes
- 3e du championnat : troisième tour pour non-champions

Ligue Europa 2016-2017
- vainqueur de la Coupe de France : phase de groupes
- 4e et vainqueur de la Coupe de la Ligue : troisième tour de qualification

Relégation en Ligue 2 2016-2017
- 18e, 19e et 20e du championnat

Abréviations
- T : Tenant du titre
- C : Vainqueur de la Coupe de France 2016
- L : Vainqueur de la Coupe de la Ligue 2016
- S : Vainqueur du Trophée des champions 2015
- P : Promus de Ligue 2 2014-2015

### Coupe de France
La Coupe de France 2015-2016 est la 98e édition de la coupe de France, une compétition à élimination directe mettant aux prises tous les clubs de football amateurs et professionnels à travers la France métropolitaine et les DOM-TOM. Elle est organisée par la FFF et ses ligues régionales. L'ASM y fait son entrée en 32e de finale.

### Coupe de la Ligue
La Coupe de la Ligue 2015-2016 est la 22e édition de la Coupe de la Ligue, compétition à élimination directe organisée par la Ligue de football professionnel (LFP) depuis 1994, qui rassemble uniquement les clubs professionnels de Ligue 1, Ligue 2 et National. Depuis 2009, la LFP a instauré un nouveau format de coupe plus avantageux pour les équipes qualifiées pour une coupe d'Europe. Concernés cette saison, les Monégasques intègrent la compétition lors des 8e de finale.

### Ligue des Champions
La Ligue des champions 2015-2016 est la 61e édition de la Ligue des champions, la plus prestigieuse des compétitions européennes inter-clubs. Elle est divisée en deux phases, une phase de groupes, qui consiste en huit mini-championnats de quatre équipes par groupe, les deux premiers poursuivant la compétition et le troisième étant repêché en seizièmes de finale de la Ligue Europa. L'AS Monaco ayant fini 3e du dernier championnat est entrée en lice au troisième tour de qualification. Le club est éliminé au stade des barrages et est donc reversé en phase de poule de la Ligue Europa.

### Ligue Europa

#### Phase de groupe
Le 28 août 2015, lors du tirage au sort de la phase de groupe de la Ligue Europa 2015-2016, l'AS Monaco est placé dans le groupe de Tottenham Hotspur, du RSC Anderlecht et enfin du Qarabağ Ağdam.
| Rang | Équipe            | Pts | J | G | N | P | Bp | Bc | Diff |  | Résultats (▼ dom., ► ext.) |     |     |     |     |
| ---- | ----------------- | --- | - | - | - | - | -- | -- | ---- |  | -------------------------- | --- | --- | --- | --- |
| 1    | Tottenham Hotspur | 13  | 6 | 4 | 1 | 1 | 12 | 6  | +6   |  | Tottenham Hotspur          |     | 2-1 | 4-1 | 3-1 |
| 2    | RSC Anderlecht    | 10  | 6 | 3 | 1 | 2 | 8  | 6  | +2   |  | RSC Anderlecht             | 2-1 |     | 1-1 | 2-1 |
| 3    | AS Monaco         | 6   | 6 | 1 | 3 | 2 | 5  | 9  | -4   |  | AS Monaco                  | 1-1 | 0-2 |     | 1-0 |
| 4    | Qarabağ Ağdam     | 4   | 6 | 1 | 1 | 4 | 4  | 8  | -4   |  | Qarabağ Ağdam              | 0-1 | 1-0 | 1-1 |     |

| Date       | Tour      | Adversaire        | Lieu | Score | Buteurs de l'AS Monaco | Buteurs de l'ADV.             | Class. | Public |
| ---------- | --------- | ----------------- | ---- | ----- | ---------------------- | ----------------------------- | ------ | ------ |
| 17/09/2015 | Journée 1 | RSC Anderlecht    | Ext. | 1-1   | L. Traoré 85e          | Gillet 11e                    | 3e     | 15 576 |
| 01/10/2015 | Journée 2 | Tottenham Hotspur | Dom. | 1-1   | El Shaarawy 81e        | Lamela 36e                    | 3e     | 7 216  |
| 22/10/2015 | Journée 3 | Qarabağ Ağdam     | Dom. | 1-0   | L. Traoré 70e          |                               |        |        |
| 05/11/2015 | Journée 4 | Qarabağ Ağdam     | Ext. | 1-1   | Cavaleiro 72e          | Armenteros 39e                |        |        |
| 26/11/2015 | Journée 5 | RSC Anderlecht    | Dom. | 0-2   |                        | Gillet 45+1e Acheampong 78e   |        |        |
| 10/12/2015 | Journée 6 | Tottenham Hotspur | Ext. | 4-1   | El Shaarawy 61e        | Lamela 2e 15e 37e Carroll 78e |        |        |

## Statistiques

### Collectives
| Compétition         | Matches joués | Matchs gagnés | Matchs nuls | Matchs perdus | Buts marqués | Buts encaissés | Différence de buts |
| ------------------- | ------------- | ------------- | ----------- | ------------- | ------------ | -------------- | ------------------ |
| Ligue 1             | 6             | 2             | 2           | 2             | 6            | 8              | -2                 |
| Coupe de France     | 0             | 0             | 0           | 0             | 0            | 0              | 0                  |
| Coupe de la Ligue   | 0             | 0             | 0           | 0             | 0            | 0              | 0                  |
| Ligue des champions | 4             | 3             | 0           | 1             | 10           | 5              | +5                 |
| Ligue Europa        | 1             | 0             | 1           | 0             | 1            | 1              | 0                  |
| Total               | 11            | 5             | 3           | 3             | 17           | 14             | +3                 |

### Individuelles

#### Buteurs
| # | Nom                 | Ligue 1 | Coupe de France | Coupe de la Ligue | Ligue des Champions | Ligue Europa | Total |
| - | ------------------- | ------- | --------------- | ----------------- | ------------------- | ------------ | ----- |
| 1 | Layvin Kurzawa      | 1       | 0               | 0                 | 2                   | 0            | 3     |
| 2 | Mario Pašalić       | 0       | 0               | 0                 | 2                   | 0            | 2     |
| 2 | Thomas Lemar        | 2       | 0               | 0                 | 0                   | 0            | 2     |
| 3 | Anthony Martial     | 0       | 0               | 0                 | 1                   | 0            | 1     |
| 3 | Guido Carrillo      | 0       | 0               | 0                 | 1                   | 0            | 1     |
| 3 | Stephan El Shaarawy | 0       | 0               | 0                 | 1                   | 0            | 1     |
| 3 | Ivan Cavaleiro      | 0       | 0               | 0                 | 1                   | 0            | 1     |
| 3 | Bernardo Silva      | 1       | 0               | 0                 | 0                   | 0            | 1     |
| 3 | Fabinho             | 1       | 0               | 0                 | 0                   | 0            | 1     |
| 3 | Almamy Touré        | 1       | 0               | 0                 | 0                   | 0            | 1     |
| 3 | Andrea Raggi        | 0       | 0               | 0                 | 1                   | 0            | 1     |
| 3 | Elderson Echiejile  | 0       | 0               | 0                 | 1                   | 0            | 1     |
| 3 | Lacina Traoré       | 0       | 0               | 0                 | 0                   | 1            | 1     |
| # | Total               | 6       | 0               | 0                 | 10                  | 1            | 17    |

### Passeurs
| # | Nom             | Ligue 1 | Coupe de France | Coupe de la Ligue | Ligue des Champions | Ligue Europa | Total |
| - | --------------- | ------- | --------------- | ----------------- | ------------------- | ------------ | ----- |
| 1 | João Moutinho   | 0       | 0               | 0                 | 2                   | 0            | 2     |
| 1 | Anthony Martial | 1       | 0               | 0                 | 1                   | 0            | 2     |
| 1 | Guido Carrillo  | 0       | 0               | 0                 | 2                   | 0            | 2     |
| 2 | Fabinho         | 0       | 0               | 0                 | 1                   | 0            | 1     |
| 2 | Andrea Raggi    | 0       | 0               | 0                 | 1                   | 0            | 1     |
| 2 | Thomas Lemar    | 1       | 0               | 0                 | 0                   | 0            | 1     |
| # | Total           | 2       | 0               | 0                 | 7                   | 0            | 9     |